# Governo Schmidt I
Il primo governo Schmidt è stato l'undicesimo governo federale della Germania Ovest,in carica dal 16 maggio 1974 al 14 dicembre 1976, nel corso della 7ª legislatura del Bundestag.
Helmut Schmidt era sostenuto dalla coalizione "giallo-rossa", formata dal Partito Socialdemocratico di Germania (SPD) e dal Partito liberaldemocratico (FDP).
La creazione del governo si rese necessaria in seguito alle dimissioni di Willy Brandt a causa dell'affaire Guillame. La coalizione al governo, vinse le successive elezioni del '76 e formò il secondo governo Schmidt.

## Situazione Parlamentare
| Camera    | Collocazione | Partiti             | Seggi     |
| --------- | ------------ | ------------------- | --------- |
| Bundestag | Maggioranza  | SDP (242), FDP (42) | 284 / 518 |
| Bundestag | Opposizione  | CDU (186), CSU (48) | 234 / 518 |

## Composizione
| Ministro                             | Nome | Nome                                 | Partito |
| ------------------------------------ | ---- | ------------------------------------ | ------- |
| Cancelliere federale                 |      | Helmut Schmidt                       | SPD     |
| Affari Esteri, Vice-cancelliere      |      | Hans-Dietrich Genscher               | FDP     |
| Interni                              |      | Werner Maihofer                      | FDP     |
| Giustizia                            |      | Hans-Jochen Vogel                    | SPD     |
| Finanze                              |      | Hans Apel                            | SPD     |
| Economia                             |      | Hans Friderichs                      | FDP     |
| Agricoltura e foreste                |      | Josef Ertl                           | FDP     |
| Lavoro e solidarietà sociale         |      | Walter Arendt                        | SPD     |
| Difesa                               |      | Georg Leber                          | SPD     |
| Famiglia, gioventù e Sanità          |      | Katharina Focke                      | SPD     |
| Trasporti; Poste e telecomunicazioni |      | Kurt Gscheidle                       | SPD     |
| Territorio ed Urbanizzazione         |      | Karl Ravens                          | SPD     |
| Relazioni con la Germania Est        |      | Egon Franke                          | SPD     |
| Ricerca e tecnologia                 |      | Hans Matthöfer                       | SPD     |
| Formazione e scienze                 |      | Helmut Rohde                         | SPD     |
| Cooperazione economica               |      | Erhard Eppler fino all'8 luglio 1974 | SPD     |
| Cooperazione economica               |      | Egon Bahr                            | SPD     |